# Oglasa retracta
Oglasa retracta là một loài bướm đêm trong họ Noctuidae.